# 澁谷梨絵
澁谷 梨絵（しぶや りえ、1977年10月26日 - ）は、日本の篤農家、5ツ星お米マイスターの20代女性として初の取得者。自ら「お米の6大資格」と称した5つ星お米マイスター・雑穀エキスパート・ごはんソムリエ・薬膳インストラクター・雑穀マイスター・発酵食スペシャリストを取得。株式会社シブヤ代表取締役。

## 人物
千葉県松戸市出身。夢は農家と提携して『マイスター米』をつくること。お笑い芸の大ファンのため『M-1グランプリ』のスポンサーになること。麗澤高校、明の星女子短期大学英語科、関西学院大学総合政策学部を卒業。2001年、ソフトバンク入社・ソフトバンク・テクノロジーにSEとして勤務。2002年、家業である「米屋」を継承（3代目）。2006年株式会社シブヤ代表取締役に就任。

## 著書
- 『炊飯器で一発定食』Gakken ISBN 978-4-05-801704-3 （2021.10.21）[11]
- 「smart+mini特別編集 同時メシ (TJMOOK)」宝島社 ISBN 978-4-299-00280-8（2020年3月9日）
- 『世界でいちばんおいしいお米とごはんの本』ワニブックス ISBN 978-4847095382（2016年1月18日）[12]

## 出演実績
- 出典[13][14]

### フジテレビ
- 林修のニッポンドリル
- ノンストップ!
- みんなのニュース
- バイキング
- にじいろジーン
- キレイのタネ
- みんなのニュース

### テレビ東京
- よじごじDays
- ものスタ
- ニュースモーニングサテライト
- L4 YOU!
- ものスタ
- なないろ日和!
- ソレダメ!〜あなたの常識は非常識!?〜

### TBSテレビ
- なかい君の学スイッチ『新米の季節！お米を10倍美味しく食べる方法を学ぶ』
- 王様のブランチ[15]

### テレビ朝日
- SmaSTATION!![16]
- 羽鳥慎一モーニングショー[17]
- グッド！モーニング[18]

### 日本テレビ
- バゲット (テレビ番組)

### NHK
- ニュース シブ5時
- きわめびと
- あさイチ
- 特報首都圏

### ラジオ
- Day by Day (ラジオ番組)[19]
- 『美味しいごはんをあなたの食卓へ～新之助物語』[20]
- ももいろクローバーZのSUZUKI ハッピー・クローバー![21]
- ジェーン・スー 生活は踊る[22]

### 講演
- NHKカルチャー青山教室[23]